# Agnostic Front
Agnostic Front — американская хардкор-панк-группа, образованная в Нью-Йорке в 1982 году.

## История

### 1982—1992
Группа была сформирована в 1982 году под первоначальным названием Zoo Crew. Отличительной чертой группы, особенно на раннем периоде, всегда являлась постоянная смена состава, иногда сменялись по нескольку музыкантов в год. Единственным неизменным участником является нью-йоркский гитарист и основатель коллектива Винни Стигма (англ. Vinnie Stigma), экс-участник группы Eliminators.
В 1983 году был записан дебютный EP United Blood. Вокалистом группы к этому времени стал Роджер Мирет (англ. Roger Miret), ударником — Рей Барбери, гитаристом — Адам Муши.
В 1984 году выпущен альбом Victim In Pain. К тому времени на ударных был Дейв Джонс (чуть позднее его сменил Джим Колетти), бас-гитара — Роб Кабула. Альбом стал заметным явлением на местной хардкор-сцене. Agnostic Front стали часто давать концерты в знаменитом нью-йоркском клубе CBGB (помимо них в клубе выступали, например, The Cro-Mags, Murphy’s Law), где вокруг группы формируется своя команда фанов (саппортеров).
Альбом Cause For Alarm, вышедший в 1986 году, стал ближе к набирающему популярность трэш-металу, чем к традиционному хардкор-звучанию. Это не могло не вызвать недовольства среди фанатов хардкора, часть которых отвернулась от группы. Традицию ухода в трэш-метал продолжил и следующий альбом — Liberty And Justice For…. В том же году вокалист группы Роджер Мирет был арестован и обвинён в хранении наркотиков. Тем не менее, это не помешало группе отправиться в свой первый европейский тур (Мирета временно заменил Майкл Шост).
После выхода Мирета из заключения, при помощи членов Madball и Sick of It All был записан альбом One Voice. Но, в том же году группа распалась, напоследок выпустив сборник To Be Continued и концертник Last Warning. Последний концерт был дан в том же CBGB в декабре 1992 года.

### 1997 — наши дни
В 1997 году Стигма и Мирет предприняли попытку реанимировать группу. За барабаны был приглашён Джимми Колетти, басистом вновь стал Роб Кабула. Группа заключила контракт с «Epitaph Records», и в 1998 году выпустила альбом Something’s Gotta Give (хотя, по замечанию Мирета, первоначальное название было Today, Tomorrow, Forever), где вернулась к классическому хардкор-звучанию.
В следующем альбоме группы, Riot, Riot, Upstart, приняли участие Билли Милано из M.O.D. и Ларс Фредриксен из Rancid. В 2002 году Мирет занялся сторонним проектом Roger Miret and the Disasters, звук которого был ближе к Oi! звучанию, в том же году группа снялась в фильме Мэттью Барни (Matthew Barney) Cremaster 3 (совместно с Murphy’s Law).
В 2004 году произошла смена лейбла на Nuclear Blast Records.
В 2008 году сингл «Victim in Pain» зазвучал в игре Grand Theft Auto 4 на внутренне-игровом радио «Liberty City Hardcore», на котором также можно было услышать родственные Agnostic Front группы — Cro-Mags, Bad Brains и Murphy’s Law.

## Дискография

### Альбомы
- United Blood EP (1983) Last Warning Records
- Victim in Pain (1984) Rat Cage Records
- Cause for Alarm (1986) Relativity Records/Combat Records
- Liberty and Justice for… (1987) Relativity Records/Combat Records
- Live at CBGB (1989) Relativity Records
- One Voice (1992) Relativity Records/Roadrunner Records
- Last Warning (1993) Relativity Records/Roadrunner Records
- Raw Unleashed (1995) Grand Theft Audio
- Something’s Gotta Give (1998) Epitaph Records
- Puro Des Madre EP (1998) Hellcat Records
- Unity EP (1999) Flat Records split with Dropkick Murphys
- Riot, Riot, Upstart (1999) Epitaph Records
- Dead Yuppies (2001) Epitaph Records
- Working Class Heroes (2002) I Scream Records split with Discipline
- Another Voice (2004) Nuclear Blast Records
- The Best of Agnostic Front — To Be Continued (2005) Street Justice records
- Live at CBGB (2006) Nuclear Blast Records
- For My Family EP (2007)
- Warriors (2007)
- Victim In Pain (2009)
- My Life My Way (2011)
- The American Dream Died (2015) Nuclear Blast records
- Get loud! (2019)

### DVD/VHS
- Live at CBGB’s DVD 2006
- CBGB’s Punk From the Bowery
- LIVE in N.Y.C. '91… (концерт вместе с Sick Of It All и Gorilla Biscuits)

## Состав

### Текущий состав
- Винни Стигма (Vinnie Stigma) — гитара
- Крэйг Сильверман (Craig Silverman) — гитара
- Роджер Мирет (Roger Miret) — вокал
- Майк Галло (Mike Gallo) — бас
- Джимми Мо (Jimmy Mo) — ударные

### Бывшие участники
- Робби Крекус (Robbie Krekus) — ударные
- Джо «Фиш» Монтенаро (Joe «Fish» Montenaro) — ударные
- Луи Беатто (Louie Beatto) — ударные
- Рэй Биз (Ray Beez) — ударные
- Джим Колетти (Jim Colletti) — ударные
- Ленни Ди Склафани (Lenny Di Sclafani) — гитара
- Мэт Хендерсон (Matt Henderson) — гитара
- Дэйв Джонс (Dave Jones) — ударные
- Роб Кабула (Rob Kabula) — бас
- Алекс Кинон (Alex Kinon) — гитара
- Стив Мартин (Steve Martin) — гитара
- Гордон Анцис (Gordon Ancis) — гитара
- Диего (Diego) — бас
- Адам Моши (Adam Moochie) — бас
- Алан Петерс (Alan Peters) — бас
- Крейк Сетари (Craig Setari) — бас
- Уилл Шеплер (Will Shepler) — ударные
- Майкл Шост (Michael Shost) — вокал
- Джимми «Сумасшедший Русский» (Jimmy «The Mad Russian») — вокал
- Джон Ватсон (John Watson) — вокал